# تمرد أرارات
تمرد آرارات (بالكردية: Serhildanên Agiriyê) تسمى أيضًا بـ ثورة أغري. وهي انتفاضة كردية في مقاطعة أرارات، شرق تركيا ضد الحكومة التركية، التي وقعت في عام 1930.
كان قائد قوات الفصائل الكردية خلال هذا التمرد إحسان نوري الباشا، من قبيلة جبران الكردية.

## الخلفية
في عام 1926، قاد إبراهيم حسكي قبائل حسينان وجلاليان وحيدران وبدأ التمرد في (16 مايو - 17 يونيو 1926). في 16 مايو، قاتلت القوات الكردية فوج المشاة الثامن والعشرون من فرقة المشاة التاسعة للجيش التركي وفوج الدرك في منطقة دميرقابي. هُزمت القوات التركية آنذاك وأُجبرت على التراجع نحو منطقة دوغبيازيد.
في 16 و17 يونيو، كان حسكي وقواته محاصرين من قبل الفوجين 28 و 34، لكنهم تمكنوا من الفرار من منطقة يوكاري ديميركابي إلى إيران.

## خويبون
في 11 يونيو 1930، بدأ الجيش التركي بالرد الحاسم على التمرد الكردي المسلح في جبل أرارات. وفقًا لوادي جويدة -مؤرخ عراقي أمريكي-، أن خويبون -وهي منظمة قومية كردية- شاركت في تنظيم التمرد ضد الحكومة التركية، كما أنها ناشدت سكان المنطقة بمساعدة المقاتلين الكرد على وجه السرعة. ويذكر أن عدد المقاتلين الكرد في تمرد جبل أرارات كان يفوق عدد مقاتلي تمرد قزلباش وديرسم بأضعاف. دعوة خويبون لاقت استجابة واسعة النطاق تجسدت في هجوم مضاد في جبل تندورك، اغدير، إرجيش، جبل سوفان، فان وبدليس، مما أجبر القوات التركية على التراجع بشكل مؤقت من جبل أرارات. إلى أن عادت القوات التركية، في شهر يوليو، بدعم جوي، والقضاء على التمرد الكردي.
حيث وثق قائد التمرد الكردي دور القوات الجوية التركية في هزيمة ثورة أرارات في كتابه الذي حمل عنوان (ثورة جبل أرارات).

## الهجوم الأخير
بحلول نهاية صيف 1930 قصفت القوات الجوية التركية المواقع الكردية حول جبل أرارات من جميع الاتجاهات. تبعًا للجنرال إحسان نوري، فإن التفوق العسكري للقوات الجوية التركية أحبط المقاتلين الكرد وأدى إلى استسلامهم في نهاية المطاف.
أثناء التمرد القائم، قصفت القوات الجوية التركية أيضًا العديد من قرى وقبائل كردية. منها، قبيلة هلقانلي وهركي في 18 يوليو و 2 أغسطس، على التوالي. كما تعرضت قرى المتمردين للقصف الجوي المتواصل من 2-20 أغسطس. من 10-12 يونيو تعرضت المواقع الكردية للقصف العنيف، مما أُجبر المتمردين الكرد على التراجع لمواقع أعلى فوق جبل أرارات. في 9 يوليو أفادت صحيفة جمهوريت التركية أن القوات الجوية التركية «أمطرت» جبل أرارات بالقنابل، مما أُجبر على بعض المقاتلين الكرد الفرار، ومن ثم أسرهم. في 13 يوليو، كان التمرد في 'زيلان' قد قُمع. استخدم في القضاء على التمرد هناك سرب من 10-15 طائرة حربية تركية. في 16 يوليو، أُسقطت طائرتين تركيتين من قبل المتمردين. استمر القصف الجوي لعدة أيام وأجبر الكرد على الانسحاب إلى ارتفاع 5.000 م. بحلول 21 يوليو، كان القصف قد دمر العديد من الحصون الكردية. أثناء هذه العمليات، حشد الجيش التركي 66.000 مقاتل (حسب إحدى تقارير روبرت و. أولسون كان عدد القوات 10.000-15.000، وفي تقريرٍ آخر وردت هذه الأرقام أيضاً) و 100 طائرة حربية. انتهت الحملة على المتمردين الكرد بحلول 17 سبتمبر 1930.

## التبعات
كون الحدود بين تركيا وإيران تمتد من على جانب جبل أرارات حتى قمته، لم تتمكن تركيا من القضاء الكلي على المقاتلين الكرد العالقين في الجبال من جهة إيران. لذا ولحل هذه المشكلة طالبت تركيا بضم الجبل بأكمله. في 23 يناير 1932، وقعت إيران وتركيا الاتفاقية المتعلقة بالحدود بين المنطقتين (الاسم الرسمي بالفرنسية: "Accord relatif à la fixation de la ligne frontière entre la Perse et la Turquie") في طهران. تمكنت تركيا من السيطرة الكاملة على جبل أرارات وما حولها والأراضي الواقعة بين قريتي 'كيبران' و'كوج داك' الأرمنية. وكتعويض، حصلت إيران بالمقابل على تسعين ميل مربع في ضاحية قطور.